# Poul F. Joensen
Poul F. Joensen (ur. 1898, zm. 1970) – poeta duński pochodzący z Wysp Owczych, tworzący w języku farerskim.

## Życiorys
Poul Frederik Joensen urodził się w wiosce Sumba na wyspie Suðuroy. W wieku czternastu lat zaczął się przyuczać do zawodu marynarza, jednak po krótkim czasie spędzonym na morzu rozpoczął studia w seminarium nauczycielskim w Tórshavn. jako nauczyciel pracował również krótko. Od 1927 aż do śmierci prowadził niewielkie gospodarstwo rolne.

## Twórczość
Poeta uprawiał twórczość liryczną i satyryczną. Nawiązywał do liryki Heinricha Heinego i Roberta Burnsa. W 1924 opublikował swój pierwszy tomik Gaman og álvara (Zabawa i powaga). Potem wydał jeszcze Millum heims og heljar (Między ziemią a piekłem, 1942) i Lívsins kvæði (Pieśń życia, 1955).